# Belomitra climacella
Belomitra climacella là một loài ốc biển, là động vật thân mềm chân bụng sống ở biển trong họ Cancellariidae.

## Phân bố
Chúng phân bố ở biển dọc theo New Zealand và Hawaii.